# Neogastròpodes
Els neogastròpodes (Neogastropoda) són un ordre de gastròpodes. Tots els membres d'aquest ordre són caragols marins, generalment carnívors o carronyaires.

## Característiques
Presenten un sol ctenidi monopectinat, una aurícula i un nefridi i posseeixen un aparell reproductor complex. La ràdula té tres dents per filera transversal (tipus raquiglosa), i presenten un osfradi bipectinat.

## Superfamílies
L'ordre dels neogastròpodes inclou set superfamílies:
- Superfamília Buccinoidea Rafinesque, 1815
- Superfamília Conoidea J. Fleming, 1822
- Superfamília Mitroidea Swainson, 1831
- Superfamília Muricoidea Rafinesque, 1815
- Superfamília Olivoidea Latreille, 1825
- Superfamília Turbinelloidea Rafinesque, 1815
- Superfamília Volutoidea Rafinesque, 1815